# Kilbotn
Kilbotn ist eine Siedlung auf dem Gebiet der Kommune Harstad in der Provinz (Fylke) Troms in Nordnorwegen. In Kilbotn befindet sich die für alle Wettbewerbe bis zum Weltcup zugelassene Langlaufloipe der Kommune Harstad.

## Geographie
Der Ort liegt auf der Insel Hinnøya südlich der Kernstadt am westlichen Ufer der Kilbotnbucht (Kilbotnbuka), einer Ausbuchtung des Vågsfjords in dessen südwestlichem Teil, und nördlich der Einfahrt vom Vågsfjord in den Tjeldsund, der zum Ofotfjord und damit nach Narvik führt.
Kilbotn wird im Westen von der Reichsstraße 83 (Riksvei 83, Rv83) umfahren, die von der 1967 fertiggestellten Tjeldsundbrücke (1007 m lang, lichte Höhe 41 m über dem Wasserspiegel) und damit von der Europastraße 10 nach Harstad verläuft.

## Geschichte

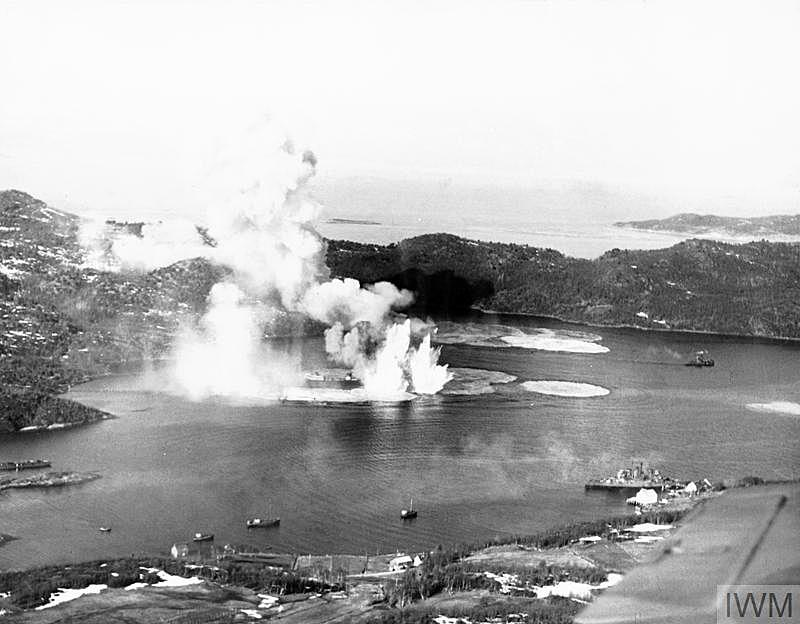
Britischer Luftangriff bei Kilbotn am 4. Mai 1945

In der Kilbotnbucht unterhielt die deutsche Kriegsmarine während des Zweiten Weltkriegs ab Herbst 1944 einen U-Boot-Stützpunkt, von dem aus ihre U-Boote die alliierten Nordmeergeleitzüge angreifen konnten. Dort wurden am 4. Mai 1945, beim letzten alliierten Luftangriff des Kriegs in Europa (Operation Judgement), das Wohn- und Depotschiff Black Watch, das Versorgungsschiff Senja und das U-Boot U 711 durch trägergestützte Torpedo- und Jagdbomber des Fleet Air Arm der Royal Navy versenkt.